# Allium corsicum
Allium corsicum är en amaryllisväxtart som beskrevs av Philippe Jauzein och Al. Allium corsicum ingår i släktet lökar, och familjen amaryllisväxter. IUCN kategoriserar arten globalt som akut hotad.
Artens utbredningsområde är Corsica. Inga underarter finns listade i Catalogue of Life.